# صلیب (مجموعه تلویزیونی آمریکایی)
کراس یا صلیب یک مجموعه تلویزیونی داستان جنایی آمریکایی است که توسط بن واتکینز ساخته شده است، این مجموعه بر اساس مجموعه رمان الکس کراس نوشته جیمز پترسون ساخته شده است. آلدیس هاج، عیسی مصطفی و خوانیتا جنینگز بازیگران اصلی این مجموعه هستند، این سریال قرار است در ۱۴ نوامبر ۲۰۲۴ در آمازون پرایم ویدئو نمایش داده شود.

## خلاصه داستان
این سریال داستان الکس کراس، کارآگاه، روانشناس قانونی، پدر و مرد خانواده دلسوز است که برای شناسایی قربانیان و دستگیری قاتلان وسواس زیادی در کند و کاو ذهن قاتلان و قربانیان دارد.

## بازیگران

### اصلی
- آلدیس هاج در نقش الکس کراس
- آیزایا مصطفی در نقش کارآگاه جان سمپسون
- خوانیتا جنینگز در نقش رجینا کراس
- شارون تیلور در نقش ستوان اوراسین ماسی
- ملودی هرد در نقش جانل کراس
- جنیفر ویگمور در نقش رئیس اندرسون
- کالب الیجا در نقش دیمون کراس
- سامانتا واکز در نقش ال مونتیرو
- رایان اگلد در نقش اد رمزی
- آلونا تال در نقش کایلا کریگ
- الویز مامفورد در نقش شانون ویتمر
- جانی ری گیل در نقش بابی تری

### انتخاب بازیگران
در ۲۹ نوامبر ۲۰۲۲، اعلام شد که رایان اگلد و آیزایا مصطفی به بازیگران این مجموعه پیوپیوستند. در ۸ دسامبر ۲۰۲۲، اعلام شد که کارن لبلانک، ملودی هرد، خوانیتا جنینگز، کالب الیجا، جنیفر ویگمور و سامانتا واکز به بازیگران اضافه شده‌اند. چند هفته بعد شارون تیلور جایگزین لبلانک در این مجموعه شد.
با اعلام تمدید فصل دوم، جین میسون نیز به بازیگران فصل جدید این مجموعه اضافه شد. وس چتم و متیو لیلارد نیز برای فصل دوم به جمع بازیگران اضافه شده اند.

## پخش
تریلر رسمی در تاریخ ۱۴ مه ۲۰۲۴ منتشر شد  هر هشت قسمت فصل یک در ۱۴ نوامبر ۲۰۲۴ در آمازون پرایم ویدئو منتشر می شود.